# Robin Ramírez
Robin Ariel Ramírez González (ur. 11 listopada 1989 w Ciudad del Este) – paragwajski piłkarz występujący na pozycji napastnika, obecnie zawodnik kolumbijskiego Deportivo Cali.

## Kariera klubowa
Ramírez jest wychowankiem zespołu Club Libertad z siedzibą w stołecznym mieście Asunción, do którego akademii juniorskiej zaczął uczęszczać jako czternastolatek. Do pierwszej drużyny został włączony w wieku dziewiętnastu lat przez argentyńskiego szkoleniowca Javiera Torrente i w paragwajskiej Primera División zadebiutował w 2009 roku. W swoim premierowym sezonie, Apertura 2009, zdobył ze swoją ekipą tytuł wicemistrza kraju i sukces ten powtórzył również pół roku później, podczas jesiennych rozgrywek Clausura 2009. Nie potrafił sobie jednak wywalczyć miejsca w wyjściowym składzie i na ligowych boiskach pojawiał się sporadycznie, wobec czego na początku 2010 roku udał się na wypożyczenie do niżej notowanej ekipy, stołecznego Club Rubio Ñú. Tam szybko został jednym z ważniejszych zawodników drużyny, premierowego gola w najwyższej klasie rozgrywkowej zdobywając 30 lipca 2010 w wygranym 4:1 meczu z Olimpią. Ogółem barwy Rubio Ñú reprezentował przez półtora roku bez większych sukcesów, jednak mimo to pozostawał najlepszym strzelcem swojego klubu.
Wiosną 2012 Ramírez został piłkarzem kolumbijskiego zespołu Deportes Tolima z miasta Ibagué. W tamtejszej Liga Postobón zadebiutował 27 stycznia 2012 w wygranym 3:0 spotkaniu z Patriotas, w którym zdobył również swoje pierwsze gole w nowej drużynie, dwukrotnie wpisując się na listę strzelców. Z miejsca został kluczowym piłkarzem Tolimy, a w wiosennym sezonie Apertura 2012 wywalczył tytuł króla strzelców ligi kolumbijskiej z trzynastoma bramkami na koncie. W styczniu 2013 za sumę półtora miliona dolarów przeszedł do meksykańskiej ekipy Pumas UNAM z siedzibą w stołecznym mieście Meksyk. W Liga MX zadebiutował 6 stycznia 2013 w zremisowanej 1:1 konfrontacji z Atlasem, natomiast premierowe trafienie w lidze meksykańskiej zanotował 23 lutego tego samego roku w wygranym 2:0 pojedynku z San Luis. Barwy Pumas reprezentował bez poważniejszych osiągnięć przez rok, często w roli rezerwowego i strzelił zaledwie trzy bramki, wskutek czego jego transfer został powszechnie uznany za rozczarowanie.
W styczniu 2014 Ramírez powrócił do Kolumbii, podpisując kontrakt z drużyną Deportivo Cali.
| Sezon     | Klub            | Kraj     | Rozgrywki        | Mecze | Bramki |
| --------- | --------------- | -------- | ---------------- | ----- | ------ |
| 2009      | Club Libertad   | Paragwaj | Primera División | 4     | 0      |
| 2010      | Club Rubio Ñú   | Paragwaj | Primera División | 28    | 3      |
| 2011      | Club Rubio Ñú   | Paragwaj | Primera División | 20    | 12     |
| 2011      | Club Libertad   | Paragwaj | Primera División | 19    | 4      |
| 2012      | Deportes Tolima | Kolumbia | Liga Postobón    | 46    | 20     |
| 2012/2013 | Pumas UNAM      | Meksyk   | Liga MX          | 19    | 3      |
| 2013/2014 | Pumas UNAM      | Meksyk   | Liga MX          | 9     | 0      |
| 2014      | Deportivo Cali  | Kolumbia | Liga Postobón    |       |        |

## Kariera reprezentacyjna
W 2009 roku Ramírez został powołany przez argentyńskiego szkoleniowca Adriána Corię do reprezentacji Paragwaju U-20 na Młodzieżowe Mistrzostwa Ameryki Południowej. Tam pełnił rolę podstawowego zawodnika swojej drużyny; wystąpił w ośmiu z dziewięciu spotkań i pięciokrotnie wpisywał się na listę strzelców – w meczu z Urugwajem (2:4), trzykrotnie z Boliwią (5:1) i z Wenezuelą (3:0). Dzięki temu wraz z trzema innymi zawodnikami wywalczył tytuł króla strzelców rozgrywek, natomiast jego kadra zajęła ostatecznie drugie miejsce, kwalifikując się na Mistrzostwa Świata U-20 w Egipcie. Na młodzieżowym mundialu również był jednym z ważniejszych graczy swojego zespołu i rozegrał trzy mecze, tym razem bez zdobyczy bramkowej. Młodzi Paragwajczycy odpadli ostatecznie ze światowego czempionatu w 1/8 finału.
W seniorskiej reprezentacji Paragwaju Ramírez zadebiutował za kadencji selekcjonera Gerardo Martino, 25 maja 2011 w przegranym 2:4 meczu towarzyskim z Argentyną. Premierowego gola w kadrze narodowej strzelił za to 2 września 2011 w wygranym 2:0 sparingu z Panamą. W późniejszym czasie wystąpił w jednym spotkaniu wchodzącym w skład eliminacji do Mistrzostw Świata 2014, nieudanych ostatecznie dla jego drużyny.